# Juan Camilo Mouriño

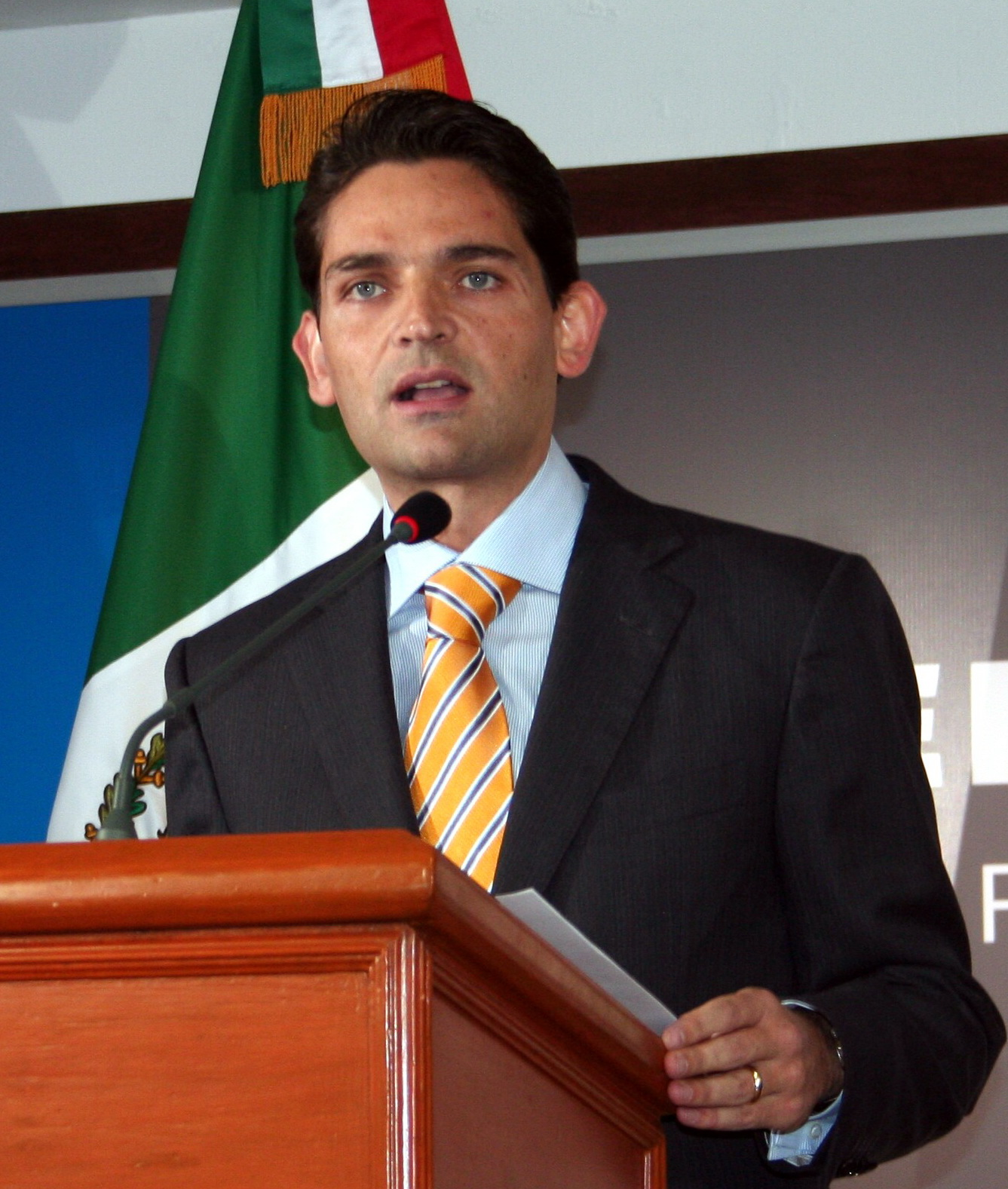
Juan Camilo Mouriño (2008)

Juan Camilo Mouriño Terrazo (* 1. August 1971 in Madrid; † 4. November 2008 in Mexiko-Stadt) war ein mexikanischer Politiker der Partido Acción Nacional (PAN) und vom 15. Januar 2008 bis zu seinem Tod Minister des Innern im Kabinett von Präsident Felipe Calderón.

## Leben
Mouriño wurde 1971 in der spanischen Hauptstadt als Sohn eines Spaniers und einer Mexikanerin, deren Eltern wie sein Vater aus Galicien stammten, geboren. Sein Vater Carlos Mouriño emigrierte 1978 nach Mexiko, wo er einer der bedeutendsten Unternehmer des Bundesstaates Campeche wurde. Er lebt seit 2000 wieder in Spanien, wo er unter anderem Präsident des Fußballvereins Celta Vigo ist. 
Als 18-Jähriger erhielt Mouriño die mexikanische Staatsbürgerschaft. Er studierte Wirtschaftswissenschaft an der privaten University of Tampa in den Vereinigten Staaten und später mit dem Schwerpunkt Finanzen an der Universidad Autónoma de Campeche.
Nach dem Studium war Mouriño zunächst Abgeordneter im Kongress des Bundesstaates Campeche. 2003 kandidierte er erfolglos für das Amt des Kommunalpräsidenten von Campeche. Als Felipe Calderón zum Energieminister der Regierung von Vicente Fox Quesada berufen wurde, ernannte Calderón Mouriño zu seinem Staatssekretär. Von 2006 bis 2008 leitete er das Büro Calderóns und war dessen Wahlkampfmanager. Als Innenminister trat Mouriño im Januar 2008 in das Kabinett von Präsident Felipe Calderón ein. In dieser Funktion nahm er den Kampf gegen Mexikos mächtige Drogenkartelle auf. Mouriño galt als Calderóns engster Vertrauter, war dessen Stellvertreter und damit zweithöchste Autorität in der mexikanischen Regierungshierarchie.
Bei einem Flugzeugabsturz kam Mouriño am Abend des 4. November 2008 ums Leben. Der Learjet 45 (XC-VMC) des mexikanischen Innenministeriums war auf dem Weg zum Flughafen Mexiko-Stadt, als sie über dem wohlhabenden Stadtteil Lomas de Chapultepec von Mexiko-Stadt abstürzte. Das Wrack landete auf dem Paseo de la Reforma. Insgesamt 16 Menschen kamen ums Leben, am Boden wurden zusätzlich mehrere Menschen verletzt.